# Vedor da Fazenda

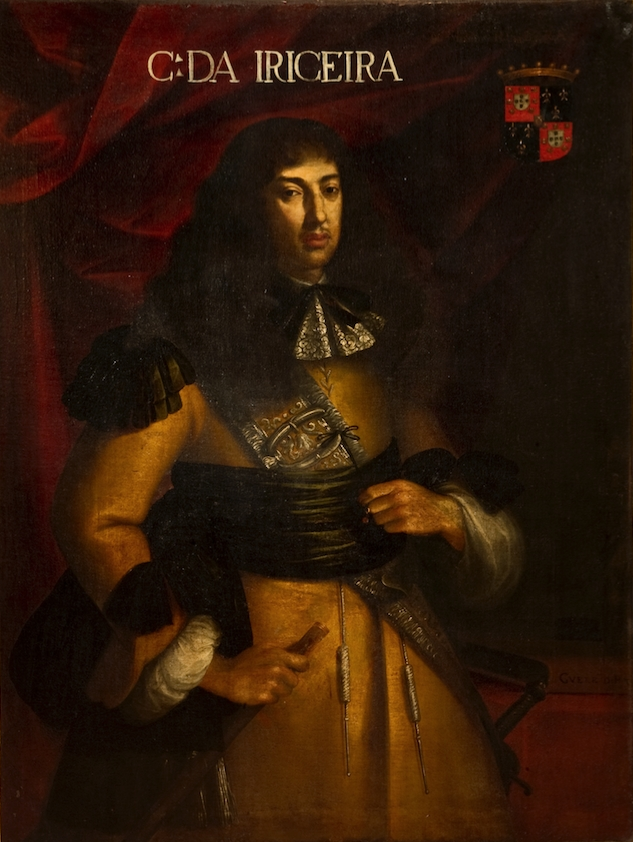
D. Luís de Meneses, 3.º Conde da Ericeira foi Vedor da Fazenda no reinado de. O seu impulso das manufacturas nacionais mereceram-lhe o epíteto de "o Colbert português".

O Vedor da Fazenda ou Veador da Fazenda (ou antes viador, do latim via, caminho ou estrada) é um título que era destinado obrigatoriamente a cidadãos nobres ou que fossem provenientes de famílias nobres. O primeiro vestígio da sua atividade financeira acontece no reinado de D. Afonso IV, em 1341. Mas será no reinado de D. Fernando I, na década de 70, que se oficializa no sector da Fazenda régia com a fixação de dois Vedores da Fazenda e um escrivão em exercício simultâneo, coadjuvados pelos contadores régios. Com a missão de controlarem e registarem, as receitas e despesas, do Reino de Portugal e da Casa Real. É inicialmente o oficial da fazenda, economia da casa e do reino, da sua provisão, regulamento e fiscalização.
Controlavam o tesouro dos monarcas e fiscalizavam os ingressos derivados do exercício do poder (receitas aduaneiras e demais receitas públicas, v.g. sisas, dízimas, portagens e ancoragens, pensões de tabeliães, rendas e direitos da chancelaria, tributos dos judeus) e as despesas ordinárias (mantimentos, pensões, salários) e despesas extraordinárias (guerra e missões diplomáticas).
Era a quem cabia a administração superior do Património Real e da Fazenda Pública.
Sendo, nesse tempo, João Anes (de Almada) o primeiro vedor dessa Fazenda Régia.
Depois, passaram a ser três vedores em exercício, numero este referido quando em 1520 El-Rei D. Manuel pretende estipular uma divisão mais clara das funções de cada um. Nessa altura refere-se ao Conde de Vimioso, ao Barão de Alvito e a D. Pedro de Castro, que se manterão em funções com D. João III, juntando-se-lhes Nuno da Cunha, por renúncia de Tristão da Cunha, seu pai — desde 27 de Dezembro de 1521.
Por ser uma função tão importante no serviço real quanto zeladora dos bens e direitos da Coroa e da Casa Real, em Lisboa e por todas as comarcas do reino, que houve desde finais da Idade Média uma secularização e acentuada aristocratização desta. Mas também não admira pois, segundo D. Manuel I, as características que idealmente teriam os homens que desempenhassem estas funções: “honrados e de bõas e saãs cõsciencias”, deveriam ter muito cuidado ao olhar por todas as coisas que pertencessem ao rei. E tinham de ser ricos, para que não se deixassem corromper nem tivessem necessidade de executar funções que os desviassem do serviço ao monarca.
O cronista Fernão Lopes, incumbido por D. Duarte, em 1434, de redigir as crónicas dos reis antecessores, faz referência direta aos oficiais que detinham o controlo das despesas da fazenda régia quando diz: «em cada huum anno eram os reis certificados polos vedores da fazenda das despesas todas que feitas haviam».
Inclusive, como controladores da Fazenda real (bens e rendas) e dominando múltiplos oficiais, cabia aos Vedores da fazenda assegurarem-se de uma informação continua sobre as propriedades e negócios do monarca no Reino e fora dele e prover às situações regulares.
Perante os Vedores da Fazenda respondiam os contadores e os porteiros que desempenhavam as funções de contabilistas da casa régia, seguidos do tesoureiro-mor e do esmoler-mor, acompanhados de perto pelo reposteiro-mor que tradicionalmente possuía atribuições financeiras relacionadas com a atividade da Corte. Estes oficiais tinham por missão a fiscalização de todos os atos executados com dinheiros do património régio.
Mas, observa Helena Maria Matos Monteiro, na sua dissertação de mestrado sobre os meados do século XV e anterior, que nos livros de chancelaria surgem também cartas redactadas pelos Vedores da Fazenda, sobretudo de subscrição régia, Mas para além "da redacção de um conjunto de cartas ligadas aos bens e direitos do rei ou da coroa" a eles cumpre também a preparação e a própria execução das mesmas". Paralelamente desempenham múltiplos "encarregos". Em suma, são oficiais 'polivalentes', e destacados membros da "sociedade política" afonsina e joanina de um departamento 'já ' quase patriminonializado.
No Ultramar português, seguindo a escala hierárquica, o vedor encontrava-se logo a seguir ao vice-rei.
No decorrer desse período da gestão do Império de Portugal há uma descrição de um viajante estrangeiro que permite que facilmente se perceba a constituição do poder político e a respectiva distribuição na cidade de Goa, onde se situava o centro de decisão de Índia Portuguesa, começando por descrever a figura do Vedor da Fazenda que governa na Praça da Ribeira Grande, sendo ele “… o intendente de todos os negócios da fazenda e de tudo quanto em Goa se faz […] porque é ele a segunda pessoa abaixo do vice-rei («Viagem de Francisco Pyrard de Laval», edição de Joaquim Heliodoro e Magalhães Basto, Porto, Livraria Civilização, Vol. II, cap. III, pág. 34.).” A criação deste cargo remonta a 1517 e possibilitou a prossecução de uma magistratura capaz de interferir na administração das fortalezas, exercendo a sua jurisdição sobre todos os oficiais da fazenda que nelas se encontravam. As suas funções incidiam na inspecção administrativa, controlando desta feita o cumprimento dos regimentos dos seus oficiais.

## Historial
Nos finais do século XII, surge o dapifer regis ou vedor que vai exercer as funções de administração palaciana que anteriormente competiam ao mordomo-mor.
No tocante à administração financeira, já em 1255 nos surge o porteiro-mor (inicialmente intermediário no acesso à pessoa do rei e depois transformado em superintendente na cobrança de tributos e receitas patrimoniais régias) a que no século XIV vão suceder, primeiro, os ouvidores da portaria e, depois, os vedores da fazenda, ambos com funções quer de superintendência tributária quer de contencioso fiscal. No domínio da fiscalização financeira, com D. Dinis destaca-se da cúria régia a estrutura dos Contos, cujo primeiro regimento conhecido data de 5 de Julho de 1389, desdobrados em Contos de Lisboa e Contos de El Rei e que D. Manuel unifica nos Contos do Reino e Casa, sob a direcção de um provedor-mor.
Os Vedores da Fazenda, desde o reinado de D. João I (1385–1433), encontram-se vinculados à cobrança e auditoria das contas da casa real, dos almoxarifados e das contadorias fora da comarca de Lisboa, para além de zelarem pelos bens régios.
Um século mais tarde, no reinado de D. Manuel I (1495–1521), em resposta ao aumento dos negócios do Estado real com a expansão ultramarina, extensa a São Jorge da Mina e a Índia, os Vedores da Fazenda dispõem de regimento próprio e detêm amplas competências no domínio financeiro e fiscal.
Foi nas Cortes de Tomar, em 1581, em que Filipe II de Espanha foi jurado Rei — Filipe I de Portugal –, que os povos pediram ao monarca que despachasse os negócios do Reino na nossa língua, com portugueses, um Chanceler-Mor, um Vedor da Fazenda e dois Desembargadores do Paço, com quatro escrivães. O Rei concordou e assim nasceu o Conselho de Portugal.
Ainda sobe Domínio Filipino, na área da administração financeira em 20 de Novembro de 1591 vai surgir o Conselho da Fazenda, onde se integram a Casa dos Contos, a Casa da Índia e as Alfandegas, competindo-lhe centralizar todas as matérias financeiras e sendo presidido pelo vedor da fazenda, assistido por quatro conselheiros. Em 1663 passa também a coordenar as matérias referentes às companhias de comércio. Com o Marquês de Pombal, por lei de 22 de Dezembro de 1761, o Conselho transforma-se em mero tribunal de jurisdição voluntária e contenciosa, passando a competir ao Tesouro Geral ou Erário Régio a centralização de todas as receitas e despesas públicas, extinguindo-se também a Casa dos Contos.
A estrutura governamental dos primeiros tempos da República portuguesa altera a designação da Fazenda para Ministério das Finanças.

## Veadores ou vedores em Portugal
Alguns titulares designados por vedor, cujos cargos eram exercidos no Reino de Portugal e seu império assim como no Brasil Imperial, eram:
- Vedor da Fazenda - encarregado da administração financeira e económica do Reino;[19]
- Vedor da Fazenda de Lisboa - assessorava o contador-mor;[20]
- Vedor da Casa - administrador financeiro da Casa Real, substituindo o mordomo-mor, nos seus impedimentos;[19]
- Vedor da Casa da Rainha - administrador financeiro da Casa da Rainha;[19]
- Vedor da Casa do Príncipe - administrador financeiro da Casa do Príncipe[19] ou "dos Infantes";[7]
- Vedor-mor das Obras e dos Resíduos;[14]
- Vedor dos vassalos de comarca;[14]
- Vedor-mor de artilharia - comandante-geral da Artilharia.[19]